# Греков, Пётр Иванович
Петр Иванович Греков (29 января 1863 — январь 1951) — генерал-майор Русской императорской армии. Участник Первой мировой войны и Гражданской войны в России. После октябрьской революции присоединился к Белому движению, где в 1920 году получил чин генерал-лейтенанта. Затем в эмиграции в Югославии и Болгарии.

## Биография
Родился 29 января 1863 года в дворянской семье. По вероисповеданию — православный. Получил образование во Владимирском Киевском кадетском корпусе.
24 августа 1882 года вступил на службу в Русскую императорскую армию. В 1884 году окончил 1-е военное Павловское училище, откуда был выпущен в комплект Донских казачьих полков в чине хорунжего со старшинством с 14 августа 1884 года. 24 октября 1885 года получил старшинство в чине сотника. 6 декабря 1896 года получил старшинство в чине подъесаула. 6 мая 1900 года получил старшинство во в чине есаула. 6 декабря 1906 года получил старшинство в чине полковника. С 9 марта 1911 года был командиром 9-го Донского казачьего полка. По состоянию на 6 мая 1914 года находился в том же чине и в той же должности.
Принимал участие в Первой мировой войне. 11 сентября 1914 года «за отличие по службе» был произведен в генерал-майоры со старшинством и назначен командиром бригады 5-й Донской казачьей дивизии. С 6 октября 1914 года по 13 июня 1916 года был командиром 2-й бригады 1-й Донской казачьей дивизии. 13 июня 1916 года был назначен командующим 1-й Донской казачьей дивизии.
После октябрьской революции присоединился к Белому движению. 26 августа 1918 года получил чин генерал-лейтенанта. Затем эмигрировал сначала в Югославию, а затем в Болгарию, где был председателем правления Союза русских офицеров в Болгарии. С 1934 по 1938 год жил в Бургасе. Скончался в январе 1951 года в Белграде.

## Награды
Пётр Иванович Греков был награждён следующими наградами:
- Орден Святого Владимира 3-й степени (6 мая 1914); мечи к ордену (31 мая 1915);
- Орден Святого Владимира 4-й степени (1910); мечи и бант к ордену (7 июля 1917);
- Орден Святой Анны 1-й степени с мечами (3 октября 1915);
- Орден Святой Анны 2-й степени (1907);
- Орден Святого Станислава 1-й степени с мечами (1 мая 1915);
- Орден Святого Станислава 1-й степени (1901).